# Homerien
| Systeem                                 | Serie      | Etage        | Ouderdom (Ma) |
| --------------------------------------- | ---------- | ------------ | ------------- |
| Devoon                                  | Onder      | Lochkovien   | jonger        |
| Siluur                                  | Pridoli    | Pridoli      | 419,2–423,0   |
| Siluur                                  | Ludlow     | Ludfordien   | 423,0–425,6   |
| Siluur                                  | Ludlow     | Gorstien     | 425,6–427,4   |
| Siluur                                  | Wenlock    | Homerien     | 427,4–430,5   |
| Siluur                                  | Wenlock    | Sheinwoodien | 430,5–433,4   |
| Siluur                                  | Llandovery | Telychien    | 433,4–438,5   |
| Siluur                                  | Llandovery | Aeronien     | 438,5–440,8   |
| Siluur                                  | Llandovery | Rhuddanien   | 440,8–443,4   |
| Ordovicium                              | Boven      | Hirnantien   | ouder         |
| Indeling van het Siluur volgens de ICS. |            |              |               |

Het geologisch tijdperk Homerien (Vlaanderen: Homeriaan), is een tijdsnede in het Wenlock (een tijdvak in het Siluur). Het Homerien duurde van 430,5 ± 0,7 tot 427,4 ± 0,5 Ma. In de stratigrafie is het een etage van deze ouderdom. Het Homerien werd voorafgegaan door het Sheinwoodien en na (op) het Homerien komt het Gorstien.

## Naamgeving
Het Homerien is genoemd naar het dorpje Homer, ten noorden van Much Wenlock in Shropshire (Engeland). De naam werd in 1975 ingevoerd door een groep Engelse geologen. De GSSP van het Homerien bevindt zich in een ontsluiting langs een beek in het bos Whitwell, 500 m ten noorden van Homer.
De basis van het Homerien wordt gedefinieerd door het eerste voorkomen van de graptoliet Cyrtograptus lundgreni. De top (basis van het Gorstien) ligt bij het eerste voorkomen van de graptolieten Tumescens en Incipiens.